# Plăieșii de Jos, Harghita
Plăieșii de Jos (în maghiară Kászonaltíz) este satul de reședință al comunei cu același nume din județul Harghita, Transilvania, România.

## Monumente istorice
- Biserica romano-catolică

## Imagini

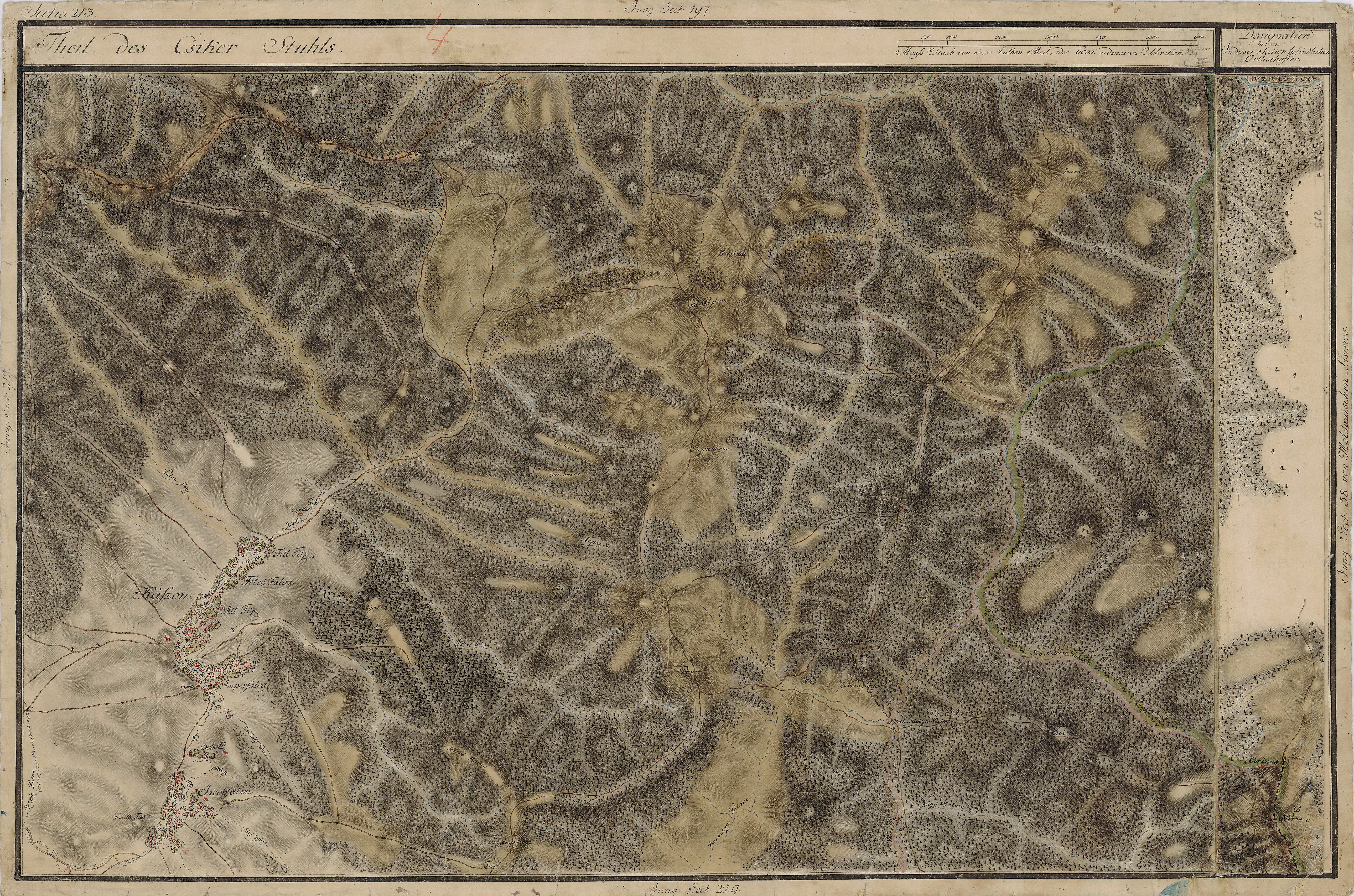
Plăieșii de Jos în Harta Iosefină a Transilvaniei, 1769-1773

 Acest articol despre o localitate din județul Harghita este deocamdată un ciot. Puteți ajuta Wikipedia prin completarea lui.